# Лепп, Тоомас Юлианович
Тоомас Юлианович Лепп (род. 10 марта 1950, пос. Кенгир, Степлаг, Карагандинская область) — эстонский телережиссёр и продюсер, бывший генеральный директор ETV.

## Биография
Окончил гимназию Х. Треффнера в 1968 году.
В 1968—1970 годах изучал эстонский язык в Тартуском государственном университете, а в 1970—1972 годах — на театральном отделении Таллиннской государственной консерватории. 
В 1973—1978 годах учился в Таллиннском педагогическом институте, который окончил с дипломом режиссера.
Тоомас Лепп работал на ETV с 1974 года помощником режиссёра. В 1978–1989 годах он был директором музыкальных программ ETV и Эстонского телефильма, а в 1989–1991 годах он был главным редактором развлекательного отдела ETV.
В 1992–1995 годах был программным директором частного телеканала RTV (Рекламное телевидение), 1995–1997 годы главным редактором TV3.
6 октября 1997 избран Советом по радиовещанию на должность генерального директора Эстонского телевидения (ETV). С 1 ноября 1997 по 13 ноября 1999 года занимал должность генерального директора ETV. 
2001–2004 годы руководителем отдела новостей Канала 2, 
2007–2009 гг. главный редактор OÜ Eesti Spordikanal, 
2012–2016 гг. член правления Таллиннского телевидения. 
Член Союза кинематографистов Эстонии и Союза журналистов Эстонии. Автор и режиссёр многих телешоу и десятков документальных фильмов.

## Семья
- Отец — Хулиан Фустер (1911—1991) — испанский и советский хирург, в 1948—1955 годах — политзаключенный ГУЛАГа.
- Мать — Эха Лепп (11 марта 1918—13 сентября 2009[3]), студентка-биолог из Тарту, была сослана в Сибирь, бежала из ссылки, вскоре поймана, получила срок, который отбывала в Степлаге, там работала медсестрой в больнице у Фустера.[4]